# Kirin Brewery Company
Kirin Brewery Company (麒麟麦酒株式会社 Kirin Bīru Kabushiki-gaisha?) es una compañía japonesa, que forma parte del conglomerado Mitsubishi. Su principal negocio reside en la industria cervecera y posee 15 fábricas en todo el país, aunque también elabora y distribuye otro tipo de bebidas como café o refrescos. La empresa cotiza en el índice Nikkei 225.
Durante varios años, la cerveza Kirin fue líder en el mercado nipón, pero en los últimos años ha sido superada en ventas por el grupo Asahi Breweries. La compañía cuenta con la cerveza Kirin Lager e Ichiban Shibori como sus dos marcas más vendidas. Además, se encarga de la distribución en Japón de marcas internacionales como Budweiser y Heineken. Fuera de su país, la empresa mantiene alianzas estratégicas con varias firmas de Asia y Oceanía, controlando la totalidad de la australiana Lion Nathan y una participación del 48% en la filipina San Miguel Corporation, que cuenta con una importante presencia en el mercado de China.

## Historia

### Comienzos de Kirin
En 1864 el noruego de nacionalidad estadounidense Johan Martinius Thoresen (William Copeland) emigró a Yokohama, en una época en la que Japón se abría cada vez más a Occidente. En 1870, descubrió un manantial y estableció allí una fábrica cervecera, conocida como Spring Valley Brewery. A diferencia de otros empresarios extranjeros, Thoresen elaboró una cerveza con un gusto menos amargo, por lo que logró éxito. Sin embargo, Thoresen abandonó el país en 1884 al arruinarse y no poder emprender una expansión de su marca.
Un año después, los empresarios ingleses W.H. Talbot y E. Abbott, con la ayuda del escocés Thomas Blake Glover, compraron la compañía y la reimpulsaron con el apoyo de dos empresarios japoneses, Yonosuke Iwasaki y Eiichi Shibusawa. Con un fuerte apoyo financiero, la empresa pasó a llamarse Japan Brewery Company, y comenzó a reportar beneficios. En 1888 adopta su nombre definitivo, Kirin, en honor al ser mitológico, mitad caballo mitad dragón, que está considerado como un símbolo de la suerte en la cultura oriental.

### Mitsubishi se hace con la empresa
Aunque en sus primeros años Kirin contó con una amplia presencia extranjera para introducir la industria cervecera en ese país, en 1907 pasó a ser una compañía completamente japonesa tras ser adquirida por el holding Mitsubishi. Bajo su control, el grupo se expandió por todo el país con nuevas fábricas. Las ventas de la compañía se mantuvieron al alza hasta la Segunda Guerra Mundial, cuando buena parte de las firmas niponas fueron estatalizadas y las ventas de Kirin cayeron en picado. Durante esos años, la empresa aprovecha la situación para investigar nuevos métodos de producción y desarrollar nuevas factorías.
Al término de la guerra, Kirin resurge y en 1954 se convierte en la empresa cervecera líder en Japón, con una cuota de mercado del 37%. La firma aprovechó además la división de su rival, Dai Nippon Brewery, en dos firmas independientes (Asahi Brewery y Sapporo Brewery) para aumentar su ventaja sobre el resto de competidores. En esa época, la cerveza logra superar en popularidad a la bebida nacional japonesa, el sake, y Kirin se convierte en la segunda productora mundial por detrás de Anheuser-Busch.
A partir de la década de 1970, Kirin decide diversificar su negocio, por lo que pasa a comercializar también whisky, café, vino y refrescos. En 1977 obtiene su cuota de mercado más alta en el negocio cervecero japonés, del 77%, pero por temor a que las autoridades niponas pudieran intervenir la compañía por monopolio como hicieron con Dai Nippon, el presidente de la firma decide rebajar la producción y reducir drásticamente la publicidad de su marca.

### Expansión internacional
En 1980 Kirin sufre un duro revés, ya que por la depreciación del yen los costes de producción aumentaron drásticamente y la marca tuvo que cerrar tres fábricas. Sin embargo, la empresa sale adelante y logra firmar acuerdos con grupos extranjeros como la multinacional holandesa Heineken, por la que pasaba a producir su marca de cerveza en Japón desde 1984. En esos años Kirin logra una expansión internacional a través de Estados Unidos, donde establecieron una delegación, Europa, Asia y Oceanía, y se firman acuerdos con otras empresas para cooperar en la producción, siendo el caso de Anheuser-Busch en 1993. Por otro lado, se reorganizaron los laboratorios de investigación y producción y se continuó diversificando el negocio de bebidas para evitar una fuerte dependencia del negocio de la cerveza.
En 2001, Kirin perdió el liderazgo en la industria cervecera en favor de Asahi Brewery. La empresa aprovecha la década del 2000 para adquirir otras marcas internacionales como San Miguel Corporation, líder en Filipinas y con fuerte presencia en China, y firma un acuerdo con Danone para la distribución de sus bebidas en el país nipón. En 2009 Kirin mantuvo conversaciones con Suntory para estudiar su fusión, pero no alcanzaron un acuerdo y esta no se formalizó.